# Aeschynanthus intraflavus
Aeschynanthus intraflavus är en tvåhjärtbladig växtart som beskrevs av Mendum. Aeschynanthus intraflavus ingår i släktet Aeschynanthus och familjen Gesneriaceae. Inga underarter finns listade i Catalogue of Life.